# 홍연아 (가수)
홍연아(1970년 8월 7일 ~ )은 대한민국의 방송인이다. 대한민국의 발라드 가수. 무대 위에서 매력있는 허스키한 보이스와 폭발적인 성량으로 한국의 도나서머로 불려지고 있다.

## 가수 활동

### 신촌블루스
| 그룹사운드 | 내용 | - | 1986 | 신촌블루스 | 객원가수 | 1990 | 하얀엔젤 | 리드보컬 |  | 2016 | 1집 | 내사랑동건이 |  | 2024 | YOUTUBE | [홍연아TV]] |  |

## 홍보대사
- 2016년 ~ 현재 한국소아암협회 후원회 부회장

## 음반
- 2016년 내 사랑 동건이

## 데뷔와 활동
신촌블루스의 객원 보컬로 활동을 시작했다. 그 당시 신촌블루스는 언더그라운드에서 가장 잘 나가는 밴드 중 하나였고 이 밴드 출신 유명 가수로는 김현식이 있다. 언더 그라운드에서도 상당히 유명한 보컬이였기에 김현식 뿐만이 아니라 김광석, 김장훈등 많은 음악가들과 친분을 쌓고 또 유명세를 탄다.
2016년 정규 1집을 내게 된다.
앨범 발매후 언더그라운드 가수로서 활동중이다.
1집 후속곡 2016년 곡 '슬픈안개' 2016년 곡 '화려한 눈물 꽃'으로 활발하게 활동하고 있다.
앨범보다 공연에 더 몰입하는 성향 때문에 데뷔 20년이 지났어도 정규 앨범은 1집밖에 나오지 않았다. 라이브 무대에 강한 그녀는 각종 행사와 밤무대를 주름 잡았다.한다. 항상 라이브 무대에 서는 것으로도 유명하다.
재즈, 락, 발라드, R&B, 소울 등 전 장르의 음악을 다룬다. 특히 본인의 앨범에도 발라드적인 곡이 많은데 '슬픈안개' 나 '화려한 눈물 꽃' 같은 곡들이 대표적.
2024년 4월, 홍연아TV 에서 매주 일요일 오후 8시부터 오후 11시까지 "홍연아TV 토크쇼" 프로그램을 진행한다.

### 뻑 가는 사랑
여성의 짝사랑 그린 록 트로트 ‘뻑 가는 사랑’
미성에 다이내믹한 창법으로 노래하는 여가수 홍연아가 신곡 ‘뻑 가는 사랑’(홍연아 작사/최진영 작편곡)으로 팬들의 귀를 솔깃하게 만들고 있다.
최근 나온 가요에서는 듣기 어려운 브라스 섹션의 전주 등 화려한 앙상블의 음악에 실린 가수의 보컬이 매혹적인 록 트로트.
특히 홍연아가 직접 쓴 이색적인 가사가 단번에 팬들의 이목을 집중시킨다. 일반 작사가들이 잘 쓰지 않는 용감한 노랫말까지 동원해 더욱 특별한 노래로 들린다.
“반지같이 동그란 당신의 눈 속에 사랑을 만들고 싶어/여시같이 앉아서 입술을 그린다”로 시작되는 도입부부터 예사롭지 않다. 이어서 “빨주 노초 파남보/날 좀 봐요/달아나지 말아요/내 모든 걸 다 주고 싶어/무조건 좋아/띵까 띵까 룰루루”라면서 혼자 좋아 어쩔 줄 모르는 여성의 모습을 그렸다.
그리고선 “남자는 모두 애기 같더라/‘Come on 애기씨/내 사랑 애기야’/이러면 뻑 가는 거야”라고 고음으로 열창을 한다. “내 사랑 애기야”라고 말하면 그 남자가 자신에게 빠지리라는 선언인 것 같은데 반대로 남자를 완전히 사로잡기 전에 자신이 먼저 사랑에 뻑 갔다라고 역설적으로 그린 듯도 싶다.
남자에게 빠진 여인의 지독한 짝사랑을 그린 셈이다. ‘뻑 가는 사랑’이 짝사랑이란 얘기다.

### 도나서머
‘밤무대의 도나 서머’로 불리던 실력파 홍연아
팬들에겐 홍연아라는 이름이 낯설다. 2021년까지만 해도 염아영이란 이름으로 ‘내 사랑 동건이’, ‘슬픈 안개’ 등을 부르며 활동을 펼치다가 ‘뻑 가는 사랑’을 발표하며 예명을 바꿨다.
가요팬들에겐 염아영과 홍연아라는 이름이 낯설지만 이 여가수는 지난 80년대 아스토리아호텔 나이트클럽 무대에 오르던 7인 그룹 하얀 천사의 리드 보컬리스트 출신이다. 하얀 천사의 멤버들 중 리더 홍종태만 남자였고 나머지 6명은 모두 여성 멤버들이어서 인기를 끌었다.
홍연아는 당시 무대에서 도나 서머의 ‘핫 스터프’와 블론디의 ‘콜 미’ 등을 폭발적인 창법으로 노래해 관객들을 사로잡으면서 ‘밤무대의 도나 서머’로 불리기도 했다.
사업가 집안의 무남독녀로 태어난 홍연아는 고 1때 노래가 좋아 영수학원 다니라고 받은 학원비로 세기음악학원에 등록하고 드럼과 노래를 배워 그룹 사운드의 멤버가 되었다. 하얀 천사 이후 여러 그룹을 거쳐 1990년대 말 그룹 골든 파워를 끝으로 솔로 가수로 전향했다.
나이트클럽 무대가 급격히 사라지자 밤무대에서 피아노를 연주하며 노래하는 솔로 가수로 변신했다. 2000년대에는 역삼동과 장안평 등지에서 ‘염아영 라이브’라는 카페를 운영하며 노래를 부르다가 2016년 ‘내 사랑 동건이’를 발표하며 처음으로 자신의 노래를 갖게 되었다. 발라드 ‘슬픈 안개’, 블루스 록 ‘화려한 눈물 꽃’ 등을 함께 발표하며 세련된 가창력을 선보였다.

## 백혈병 재단 후원
홍연아는 백혈병 환우을 위한 후원 활동을 정기적으로 진행하고 있다.
어려운 이웃을과 백혈병으로 투병하고 있는 소아백혈병 환자들을 위한 위문공연과 후원 공연등에 앞장서는 것을 보면 그녀의 성품을 알 수 있다.

## 수상내역
한국민족예술 특별가수상 , 뻑가요 최우수가수상